# Juan Alayo
Juan Alayo (18 de noviembre de 1985) es un exfutbolista y entrenador peruano. Jugaba como defensa y actualmente dirige a Sport Boys de la Liga1 de Perú.

## Clubes

### Como futbolista
| Club                      | País | Año       |
| ------------------------- | ---- | --------- |
| Sport Boys                | Perú | 2003-2004 |
| Universidad San Marcos    | Perú | 2005      |
| La Peña Sporting Club     | Perú | 2006-2007 |
| Carlos A. Mannucci        | Perú | 2008      |
| UTC                       | Perú | 2008      |
| Idunsa                    | Perú | 2009      |
| León de Huánuco           | Perú | 2010      |
| Real Garcilaso            | Perú | 2011      |
| Franciscano San Román     | Perú | 2011      |
| Deportivo Binacional      | Perú | 2012      |
| Unión Fuerza Minera       | Perú | 2013-2014 |
| Juventud América (Cañete) | Perú | 2015      |

### Como entrenador
| Club          | País | Año    |
| ------------- | ---- | ------ |
| Sport Boys    | Perú | 2022   |
| Walter Ormeño | Perú | 2023   |
| Sport Boys    | Perú | 2024 - |